# 水柱メートル
水柱メートル（すいちゅうメートル、英語: metre、記号: mH
2O, mAq）は、圧力の単位である。
日本の計量法体系では、1 mH
2O = 正確に9806.65 Pa である。
同様にして水柱センチメートル、水柱ミリメートル、水柱インチ、水柱フィートも定義できる。水銀柱ミリメートル（トル）の水銀の代わりに水を使ったものと見ることもできる。

## 由来
1水柱メートルは、1 mの水の柱を支えることのできる圧力に由来する。言い換えると、水深1 mでの水圧である。これは、水の密度を1 g/cm3（= 1000 kg/m3）とし、これに標準重力加速度 g = 9.80665 m/s2を適用して得られる値ということになるが、これはあくまで水柱メートルの由来によるものであって、現在は、計量単位令にあるとおり、正確に9806.65 Paである。

## 概要
流体工学、水理学、地下水学などでは水柱メートルで表される圧力を圧力ヘッドあるいは水頭（すいとう）と呼び、単にメートル単位で表す。例えば高さ10メートルの所にある貯水槽に水を汲み上げるとき、管の摩擦損失が2メートル（水柱メートル）であれば、ポンプの揚程は12メートル（水柱メートル）となる。
水柱センチメートルは、水柱メートルの1/100であり、正確に98.0665 Paである。
水柱ミリメートルは、水柱メートルの1/1000であり、正確に9.80665 Paである。
水柱インチは、計量単位令では249.0899 Paと定義されている。
水柱フィートは、計量単位令では2989.0788 Paと定義されている。
水柱メートル、水柱センチメートル、水柱ミリメートル、水柱インチ、水柱フィートはSI単位ではなく、国際単位系ではパスカル(Pa)を使用することになる。日本の計量法では、その附則第3条第3項及び第4条第1項により、水柱メートル・水柱ミリメートル・水柱センチメートル及び水銀柱メートル・水銀柱ミリメートル・水銀柱センチメートルを、2013年9月30日までは「法定計量単位」とみなして、生体内の圧力の計量に限って使用を認めている（当初は1999年9月30日までであったが、猶予期限が何度か延長されている）。工業・工学分野など生体内の圧力の計量以外では、1999年9月30日以降は使用が禁止されている。
なお、ここで言う「生体内の圧力」とは、例えば、頭蓋内圧力、眼圧、気道内圧、膀胱内圧力のことであり、「血圧」はここでいう「生体内の圧力」ではない。生体内圧力の計量に使われている水銀柱ミリメートル（mmHg）は、2013年10月1日以降は、トルのみが使えることになる。